# Anaerococcus hydrogenalis
Anaerococcus hydrogenalis è una specie di batterio appartenente alla famiglia delle Peptostreptococcaceae.